# Березовий Мостик
Бере́зовий Мо́стик (рос. Берёзовый Мостик) — присілок у складі Богородського міського округу Московської області, Росія.

## Населення
Населення — 29 осіб (2010; 15 у 2002).
Національний склад (станом на 2002 рік):
- росіяни — 93 %